# Lissopholidisis ampliflora
Lissopholidisis ampliflora är en korallart som beskrevs av Philip Alderslade 1998. Lissopholidisis ampliflora ingår i släktet Lissopholidisis och familjen Isididae. Inga underarter finns listade i Catalogue of Life.